# Domenico Giampà
Domenico Giampà (Girifalco, 15 febbraio 1977) è un allenatore di calcio ed ex calciatore italiano, di ruolo centrocampista, tecnico del Nola.

## Carriera

### Giocatore
Cresciuto nel Catanzaro, passò al Crotone nel 1996 militandovi sino al 2002 con l'eccezione di una parentesi alla Lucchese. Difese successivamente i colori della Ternana, trasferendosi poi al Messina con cui ottenne la promozione in Serie A al termine del campionato cadetto 2003-04. Esordì in massima categoria il 12 settembre 2004, nella gara con il Parma conclusa senza reti; durante le giornate seguenti realizza due gol, utili ai peloritani per le affermazioni contro Roma (4-3) e Milan (2-1).
Il 24 ottobre 2004, in occasione della sconfitta interna con il Lecce, subisce un grave infortunio: a seguito di un contrasto di gioco con l'avversario Erminio Rullo, cade addosso ai cartelloni pubblicitari riportando un ampio taglio alla coscia. La ferita venne sanata con 147 punti di sutura, mentre la società siciliana sporse denuncia per il pericolo costituito dai tabelloni. Con il rientro in campo del calciatore avvenuto nel gennaio 2005, la vicenda giudiziaria si risolse nel settembre 2006 (mentre il centrocampista era frattanto divenuto un giocatore dell'Ascoli) con la condanna a 3 mesi di reclusione e 20 giorni di arresto per il rappresentante della Italtelo (azienda bresciana preposta alla cartellonistica degli stadi) e per l'allestitore.
Nell'estate 2007 viene ceduto al Modena, conquistando la salvezza in B. Nell'ottobre del 2008 firma con la Salernitana, rescindendo tuttavia il proprio contratto dopo appena quattro mesi. Il 2 febbraio 2009 ritorna a Modena, dove risulta uno dei calciatori più positivi del girone di ritorno contribuendo all'insperata salvezza dei gialloblù, con un ingaggio davvero ridotto all'osso: il minimo sindacale. Il 29 dicembre 2011 torna al Catanzaro, dove ritrova l'ex compagno Francesco Cozza come allenatore. Al termine della stagione agonistica, in seguito a vicissitudini con l'allenatore, pone fine all'esperienza con la squadra giallorossa.
Il 28 agosto 2012 firma con il Como, squadra che disputa il campionato di Lega Pro Prima Divisione. Svincolato dal club lombardo, il 9 ottobre 2013 viene ingaggiato dalla Paganese per poi rescindere consensualmente il 28 dicembre dello stesso anno con la società azzurrostellata e accasarsi alla Vigor Lamezia, con cui segna 2 gol in 15 presenze in Lega Pro Seconda Divisione, contribuendo alla promozione nel successivo campionato di Lega Pro.

### Allenatore
Nell'annata 2017-2018 inizia l'esperienza di allenatore alla guida del Roccella. Dopo una stagione d'inattività, viene chiamato sulla panchina della formazione Berretti del Catanzaro.
Ritorna in panchina a gennaio 2021, quando viene chiamato a guidare i siciliani del Città di Sant'Agata, in Serie D. Dopo una stagione e mezza, dove ha guidato la squadra alla salvezza il primo anno e alla semifinale playoff (persa in casa della Cavese) il secondo, la società comunica di aver interrotto il rapporto di collaborazione.
Nel luglio 2022 diviene il nuovo allenatore della Paganese, club appena retrocesso in Serie D. Il rapporto con la squadra di Pagani si interrompe al termine della suddetta stagione, conclusasi con un secondo posto. 
Nell'estate 2023 viene annunciato come nuovo allenatore del San Marzano, squadra campana neopromossa in Serie D. Il 5 novembre seguente, dopo il pareggio con l'Ostia Mare e con una situazione di classifica deficitaria, viene sollevato dall'incarico.
Nel luglio 2024 viene annunciato come nuovo allenatore della Gelbison, squadra di Serie D, però il 7 agosto successivo prima ancora di iniziare la stagione, il club comunica di aver raggiunto l'accordo con il tecnico per la risoluzione consensuale del contratto. Il 24 ottobre seguente, dopo l'esonero di Giuseppe Galderisi, viene richiamato alla guida della squadra. Dopo aver condotto la squadra alla vittoria dei playoff del girone G, il 5 giugno 2025 la società comunica che il rapporto di collaborazione con il tecnico terminerà alla naturale scadenza del contratto, ovvero il 30 dello stesso mese.
Il 2 luglio 2025 viene ufficializzato come nuovo allenatore del Nola, squadra campana di Serie D.

## Statistiche

### Presenze e reti nei club
| Stagione         | Squadra          | Campionato       | Campionato | Campionato | Coppe nazionali | Coppe nazionali | Coppe nazionali | Coppe continentali | Coppe continentali | Coppe continentali | Altre coppe | Altre coppe | Altre coppe | Totale | Totale |
| Stagione         | Squadra          | Comp             | Pres       | Reti       | Comp            | Pres            | Reti            | Comp               | Pres               | Reti               | Comp        | Pres        | Reti        | Pres   | Reti   |
| ---------------- | ---------------- | ---------------- | ---------- | ---------- | --------------- | --------------- | --------------- | ------------------ | ------------------ | ------------------ | ----------- | ----------- | ----------- | ------ | ------ |
| 1996-1997        | Crotone          | CND              | 32         | 0          | -               | -               | -               | -                  | -                  | -                  | -           | -           | -           | 32     | 0      |
| 1997-1998        | Crotone          | C2               | 30         | 0          | CI-C            | 0               | 0               | -                  | -                  | -                  | -           | -           | -           | 30     | 0      |
| 1998-1999        | Lucchese         | B                | 28         | 0          | CI              | 4               | 1               | -                  | -                  | -                  | -           | -           | -           | 32     | 1      |
| 1999-2000        | Crotone          | C1               | 32         | 2          | CI-C            | 0               | 0               | -                  | -                  | -                  | SC-C        | 2           | 0           | 34     | 2      |
| 2000-2001        | Crotone          | B                | 37         | 3          | CI              | 3               | 0               | -                  | -                  | -                  | -           | -           | -           | 40     | 3      |
| 2001-2002        | Crotone          | B                | 30         | 1          | CI              | 2               | 0               | -                  | -                  | -                  | -           | -           | -           | 32     | 1      |
| Totale Crotone   | Totale Crotone   | Totale Crotone   | 161        | 6          |                 | 5               | 0               |                    | -                  | -                  |             | 2           | 0           | 168    | 6      |
| 2002-2003        | Ternana          | B                | 35         | 1          | CI              | 5               | 0               | -                  | -                  | -                  | -           | -           | -           | 40     | 1      |
| 2003-gen. 2004   | Ternana          | B                | 19         | 0          | CI              | 1               | 1               | -                  | -                  | -                  | -           | -           | -           | 20     | 1      |
| Totale Ternana   | Totale Ternana   | Totale Ternana   | 54         | 1          |                 | 6               | 1               |                    | -                  | -                  |             | -           | -           | 60     | 2      |
| gen.-giu. 2004   | Messina          | B                | 21         | 2          | CI              | -               | -               | -                  | -                  | -                  | -           | -           | -           | 21     | 2      |
| 2004-2005        | Messina          | A                | 26         | 3          | CI              | 3               | 0               | -                  | -                  | -                  | -           | -           | -           | 29     | 3      |
| 2005-gen. 2006   | Messina          | A                | 15         | 0          | -               | -               | -               | -                  | -                  | -                  | -           | -           | -           | 15     | 0      |
| Totale Messina   | Totale Messina   | Totale Messina   | 62         | 5          |                 | 3               | 0               |                    | -                  | -                  |             | -           | -           | 65     | 5      |
| gen.-giu. 2006   | Ascoli           | A                | 9          | 0          | CI              | -               | -               | -                  | -                  | -                  | -           | -           | -           | 9      | 0      |
| 2006-2007        | Ascoli           | A                | 11         | 0          | CI              | 2               | 1               | -                  | -                  | -                  | -           | -           | -           | 13     | 1      |
| Totale Ascoli    | Totale Ascoli    | Totale Ascoli    | 20         | 0          |                 | 2               | 1               |                    | -                  | -                  |             | -           | -           | 22     | 1      |
| 2007-2008        | Modena           | B                | 32         | 0          | CI              | 1               | 0               | -                  | -                  | -                  | -           | -           | -           | 33     | 0      |
| 2008-gen. 2009   | Salernitana      | B                | 11         | 0          | CI              | 1               | 0               | -                  | -                  | -                  | -           | -           | -           | 12     | 0      |
| gen.-giu. 2009   | Modena           | B                | 16         | 2          | CI              | -               | -               | -                  | -                  | -                  | -           | -           | -           | 16     | 2      |
| 2009-2010        | Modena           | B                | 30         | 1          | CI              | 1               | 1               | -                  | -                  | -                  | -           | -           | -           | 31     | 2      |
| 2010-2011        | Modena           | B                | 31         | 0          | CI              | 2               | 1               | -                  | -                  | -                  | -           | -           | -           | 33     | 1      |
| 2011-gen. 2012   | Modena           | B                | 18         | 0          | CI              | 2               | 0               | -                  | -                  | -                  | -           | -           | -           | 20     | 0      |
| Totale Modena    | Totale Modena    | Totale Modena    | 127        | 3          |                 | 6               | 2               |                    | -                  | -                  |             | -           | -           | 133    | 5      |
| gen.-giu. 2012   | Catanzaro        | 2D               | 20         | 3          | CI-LP           | 1               | 0               | -                  | -                  | -                  | -           | -           | -           | 21     | 3      |
| 2012-2013        | Como             | 1D               | 26         | 3          | CI-LP           | 1               | 0               | -                  | -                  | -                  | -           | -           | -           | 27     | 3      |
| 2013-gen. 2014   | Paganese         | 1D               | 9          | 0          | CI+CI-LP        | -               | -               | -                  | -                  | -                  | -           | -           | -           | 9      | 0      |
| gen.-giu. 2014   | Vigor Lamezia    | 2D               | 15         | 2          | CI-LP           | -               | -               | -                  | -                  | -                  | -           | -           | -           | 15     | 2      |
| 2014-gen. 2015   | Vigor Lamezia    | LP               | 15         | 0          | CI-LP           | 2               | 0               |                    |                    |                    |             |             |             | 17     | 0      |
| gen.-giu. 2015   | Catanzaro        | LP               | 17         | 1          | CI+CI-LP        | -               | -               | -                  | -                  | -                  | -           | -           | -           | 17     | 1      |
| 2015-2016        | Catanzaro        | LP               | 17         | 2          | CI+CI-LP        | 1               | 0               | -                  | -                  | -                  | -           | -           | -           | 18     | 2      |
| Totale Catanzaro | Totale Catanzaro | Totale Catanzaro | 54         | 6          |                 | 2               | 0               |                    | -                  | -                  |             | -           | -           | 56     | 6      |
| Totale carriera  | Totale carriera  | Totale carriera  | 575        | 25         |                 | 32              | 5               |                    | -                  | -                  |             | 2           | 0           | 609    | 30     |

### Statistiche da allenatore
Statistiche aggiornate al 2 luglio 2025.
| Stagione                   | Squadra                    | Campionato                 | Campionato | Campionato | Campionato | Campionato | Coppe nazionali | Coppe nazionali | Coppe nazionali | Coppe nazionali | Coppe nazionali | Coppe continentali | Coppe continentali | Coppe continentali | Coppe continentali | Coppe continentali | Altre coppe | Altre coppe | Altre coppe | Altre coppe | Altre coppe | Totale | Totale | Totale | Totale | % Vittorie                                            | Piazzamento |
| Stagione                   | Squadra                    | Comp                       | G          | V          | N          | P          | Comp            | G               | V               | N               | P               | Comp               | G                  | V                  | N                  | P                  | Comp        | G           | V           | N           | P           | G      | V      | N      | P      | %                                                     | Piazzamento |
| -------------------------- | -------------------------- | -------------------------- | ---------- | ---------- | ---------- | ---------- | --------------- | --------------- | --------------- | --------------- | --------------- | ------------------ | ------------------ | ------------------ | ------------------ | ------------------ | ----------- | ----------- | ----------- | ----------- | ----------- | ------ | ------ | ------ | ------ | ----------------------------------------------------- | ----------- |
| 2017-2018                  | Roccella                   | D                          | 34         | 10         | 8          | 16         | CI-D            | 1               | 0               | 0               | 1               | -                  | -                  | -                  | -                  | -                  | -           | -           | -           | -           | -           | 35     | 10     | 8      | 17     | 28,57                                                 | 13º         |
| giu.-nov. 2018             | Roccella                   | D                          | 10         | 2          | 4          | 4          | CI-D            | 2               | 1               | 0               | 1               | -                  | -                  | -                  | -                  | -                  | -           | -           | -           | -           | -           | 12     | 3      | 4      | 5      | 25,00                                                 | Eson.       |
| Totale Roccella            | Totale Roccella            | Totale Roccella            | 44         | 12         | 12         | 20         |                 | 3               | 1               | 0               | 2               |                    | -                  | -                  | -                  | -                  |             | -           | -           | -           | -           | 47     | 13     | 12     | 22     | 27,66                                                 |             |
| gen.-lug. 2021             | Città di Sant’Agata        | D                          | 24         | 6          | 9          | 9          | -               | -               | -               | -               | -               | -                  | -                  | -                  | -                  | -                  | -           | -           | -           | -           | -           | 24     | 6      | 9      | 9      | 25,00                                                 | Sub., 14º   |
| 2021-2022                  | Città di Sant’Agata        | D                          | 36+1       | 16+0       | 12+0       | 8+1        | CI-D            | 1               | 0               | 1               | 0               | -                  | -                  | -                  | -                  | -                  | -           | -           | -           | -           | -           | 38     | 16     | 13     | 9      | 42,11                                                 | 5º          |
| Totale Città di Sant’Agata | Totale Città di Sant’Agata | Totale Città di Sant’Agata | 61         | 22         | 21         | 18         |                 | 1               | 0               | 1               | 0               |                    | -                  | -                  | -                  | -                  |             | -           | -           | -           | -           | 62     | 22     | 22     | 18     | 35,48                                                 |             |
| 2022-2023                  | Paganese                   | D                          | 34+2       | 19+1       | 11         | 4+1        | CI-D            | 1               | 0               | 1               | 0               | -                  | -                  | -                  | -                  | -                  | -           | -           | -           | -           | -           | 37     | 20     | 12     | 5      | 54,05                                                 | 2º          |
| 2023-2024                  | San Marzano                | D                          | 10         | 2          | 6          | 2          | CI-D            | 3               | 2               | 1               | 0               | -                  | -                  | -                  | -                  | -                  | -           | -           | -           | -           | -           | 13     | 4      | 7      | 2      | 30,77                                                 | Eson.       |
| ott. 2024-2025             | Gelbison                   | D                          | 26+2       | 15+1       | 7+1        | 4          | CI-D            | 2               | 1               | 0               | 1               | -                  | -                  | -                  | -                  | -                  | -           | -           | -           | -           | -           | 30     | 17     | 8      | 5      | 56,67                                                 | Sub., 2º    |
| 2025-2026                  | Nola                       | D                          | -          | -          | -          | -          | CI-D            | -               | -               | -               | -               | -                  | -                  | -                  | -                  | -                  | -           | -           | -           | -           | -           | -      | -      | -      | -      | 100,00&Errore nell'espressione: operatore >= inatteso | in corso    |
| Totale carriera            | Totale carriera            | Totale carriera            | 179        | 72         | 58         | 49         |                 | 10              | 4               | 3               | 3               |                    | -                  | -                  | -                  | -                  |             | -           | -           | -           | -           | 189    | 76     | 61     | 52     | 40,21                                                 |             |

## Palmarès

### Giocatore
- Campionato Nazionale Dilettanti: 1

Crotone: 1996-1997 (girone I)
- Campionato italiano Serie C1: 1

Crotone: 1999-2000 (girone B)